# Cecilia Grierson
Cecilia Grierson, född 1859, död 1934, var en argentinsk läkare. Hon blev 1889 den första kvinnliga läkaren i Argentina.